# Gator Bowl 2022
Match précédent Match suivant
Le Gator Bowl 2022 est un match de football américain de niveau universitaire joué après la saison régulière de 2022, le 30 décembre 2022 au TIAA Bank Field situé à Jacksonville dans l'État de la Floride aux États-Unis. 
Il s'agit de la 78e édition du Gator Bowl.
Le match met en présence l'équipe indépendante des Fighting Irish de Notre Dame et l'équipe des Gamecocks de la Caroline du Sud issue de la Southeastern Conference.
Il débutera vers 15 h 30 locales (21 h 30 en France) et sera retransmis à la télévision par la chaine ESPN.
Sponsorisé par la société TaxSlayer (en), le match est officiellement dénommé le 2022 TaxSlayer Gator Bowl.
Notre Dame remporte le match sur le score de 45 à 38.

## Présentation du match
Il s'agit de la 5e rencontre entre les deux équipes, Notre Dame menant les statistiques avec 3 victoires contre 1 pour South Carolina ;
| Saison | Date       | Vainqueur      | Score   | Perdant        | Compétition      |
| ------ | ---------- | -------------- | ------- | -------------- | ---------------- |
| 1984   | 20 octobre | South Carolina | 36 - 32 | Notre Dame     | Saison régulière |
| 1983   | 8 octobre  | Notre Dame     | 30 - 06 | South Carolina | Saison régulière |
| 1979   | 27 octobre | Notre Dame     | 18 - 17 | South Carolina | Saison régulière |
| 1976   | 23 octobre | Notre Dame     | 13 - 06 | South Carolina | Saison régulière |

| Équipes                                                                                                 | Couleurs | Conférences | Entraîneurs                      | Stats. en saison rég. | Classements avant le bowl | Classements avant le bowl | Classements avant le bowl |
| --- | -------- | ----------- | -------------------------------- | --------------------- | ------------------------- | ------------------------- | ------------------------- |
| Équipes                                                                                                 | Couleurs | Conférences | Entraîneurs                      | Stats. en saison rég. | CFP                       | AP                        | Coaches                   |
| Fighting Irish de Notre Dame                                                                            |          | Ind.        | Marcus Freeman (en) (1re saison) | 8 - 4                 | no 21                     | no 19                     | no 20                     |
| Gamecocks de la Caroline du Sud                                                                         |          | SEC         | Shane Beamer (en) (2e saison)    | 8 - 4                 | no 19                     | no 20                     | no 19                     |
| - Arbitre : Mike Cannon (Big Ten) - Équipe donnée favorite par les bookmakers : Notre Dame par 2 points |          |             |                                  |                       |                           |                           |                           |

### Fighting Irish de Notre Dame
Avec un bilan global en saison régulière de 8 victoires et 4 défaites, Fighting Irish de Notre Dame est éligible et accepte l'invitation pour participer au Gator Bowl de 2022.
À l'issue de la saison 2022 (bowl non compris), ils sont désignés no 21 au classement CFP, no 19 au classement APet no 20 au classement Coaches.
Il s'agit de leur 4e participation au Gator Bowl :
| Saisons | Dates            | Vainqueurs                           | Scores  | Finalistes                      | Bilan     |
| ------- | ---------------- | ------------------------------------ | ------- | ------------------------------- | --------- |
| 2002    | 1er janvier 2003 | #17 Wolfpack de North Carolina State | 28 - 06 | #11 Notre Dame                  | D : 1 - 2 |
| 1998    | 1er janvier 1999 | #12 Yellow Jackets de Georgia Tech   | 35 - 28 | #17 Notre Dame                  | D : 1 - 1 |
| 1976    | 27 décembre 1976 | #15 Notre Dame                       | 20 - 09 | #20 Nittany Lions de Penn State | V : 1 - 0 |

| Logo     | Postes                                                    | Joueurs                                                   | Statistiques                                                      |
| -------- | --------------------------------------------------------- | --------------------------------------------------------- | ----------------------------------------------------------------- |
|          | Quarterback                                               | Drew Pyne                                                 | 164/254 passes réussies pour 2 021 yards, 22 TDs, 6 interceptions |
| Coureur  | RB Audric Estime                                          | 142 courses pour 825 yards nets gagnés et 11 TDs          |                                                                   |
| Receveur | TE Michael Mayer                                          | 67 réceptions pour 809 yards et 9 TDs                     |                                                                   |
| Effectif | Listing et statistiques du roster 2022 des Fighting Irish | Listing et statistiques du roster 2022 des Fighting Irish |                                                                   |

### Gamecocks de la Caroline du Sud
Avec un bilan global en saison régulière de 8 victoires et 4 défaites (4-4 en matchs de conférence), South Carolina est éligible et accepte l'invitation pour participer au Gator Bowl de 2022.
Ils terminent 3e de la Division East de la Southeastern Conference derrière #1 Georgia et #6 Tennessee.
À l'issue de la saison 2022 (bowl non compris), ils sont désignés no 19 aux classements CFP et Coache's et no 20 au classement AP.
Il s'agit de leur 5e participation au Gator Bowl :
| Saisons | Dates            | Vainqueurs                       | Scores  | Finalistes         | Bilan     |
| ------- | ---------------- | -------------------------------- | ------- | ------------------ | --------- |
| 1987    | 31 décembre 1987 | #7 Tigers de LSU                 | 30 - 13 | #9 South Carolina  | D : 0 - 4 |
| 1984    | 28 décembre 1984 | #9 Cowboys d'Oklahoma State      | 21 - 14 | #7 South Carolina  | D : 0 - 3 |
| 1980    | 29 décembre 1980 | #3 Panthers de Pittsburgh        | 37 - 09 | #18 South Carolina | D : 0 - 2 |
| 1946    | 1er janvier 1946 | #19 Demon Deacons de Wake Forest | 26 - 14 | South Carolina     | D : 0 - 1 |

| Logo     | Postes                                               | Joueurs                                              | Statistiques                                                       |
| -------- | ---------------------------------------------------- | ---------------------------------------------------- | ------------------------------------------------------------------ |
|          | Quarterback                                          | Spencer Rattler                                      | 235/353 passes réussies pour 2 780 yards, 16 TDs, 11 interceptions |
| Coureur  | RB MarShawn Lloyd                                    | 111 courses pour 573 yards nets gagnés et 9 TDs      |                                                                    |
| Receveur | WR Antwane Wells Jr.                                 | 63 réceptions pour 898 yards et 6 TDs                |                                                                    |
| Effectif | Listing et statistiques du roster 2022 des Gamecocks | Listing et statistiques du roster 2022 des Gamecocks |                                                                    |

## Résumé du match
Début du match à  15 h 40 locales, fin à  19 h 42 locales pour une durée totale de jeu de 4 h 02 min.
Températures de 75 degrés Fahrenheit (24 °C), vent de sud de 20 mi/h (32 km/h), ensoleillé.
| QT            | Temps         | Drive         | Drive         | Drive         | Équipe        | Description de l'action | Score | Score |
| ------------- | ------------- | ------------- | ------------- | ------------- | ------------- | --- | ----- | ----- |
| QT            | Temps         | Jeux          | Yards         | TDP           | Équipe        | Description de l'action | ND    | SC    |
| 1             | 11:48         | 10            | 75            | 03:12         | USC           | TD de 13 yards par le WR Xavier Legette (passe du QB Spencer Rattler + conversion à 1 pt du K Mitch Jeter)                       | 0     | 7     |
| 1             | 05:54         | 10            | 50            | 03:37         | UND           | TD à la suite d'une course de 15 yards du QB Tyler Buchner (+ 1 pt de conversion par le K Blake Gruppe)                          | 7     | 0     |
| 1             | 02:27         | 10            | 75            | 03:27         | USC           | TD de 23 yards par le S Hunter Rogers (passe du P Kai Kroeger + 1 pt de conversion par le K Mitch Jeter)                         | 7     | 14    |
| 1             | 00:44         | -             | -             | -             | USC           | TD à la suite d'une interception retournée sur 53 yards par le DB Do Smith (+ 1 pt de conversion par le K Mitch Jeter)           | 7     | 21    |
|               |               |               |               |               |               | |       |       |
| 2             | 08:36         | 12            | 56            | 07:08         | UND           | FG de 37 yards par le K Blake Gruppe                                                                                             | 10    | 21    |
| 2             | 05:01         | 10            | 48            | 03:35         | USC           | FG de 45 yards par le K Mitch Jeter                                                                                              | 10    | 24    |
| 2             | 06:06         | 1             | 75            | 00:12         | UND           | TD de 75 yards par le RB Logan Diggs (passe du QB Tyler Buchner + 1 pt de conversion par le K Blake Gruppe)                      | 17    | 24    |
|               |               |               |               |               |               | |       |       |
| 3             | 10:28         | 5             | 68            | 02:21         | UND           | TD à la suite d'une course de 11 yards par le QB Tyler Buchner (+ 1 pt de conversion par le K Blake Gruppe)                      | 24    | 24    |
| 3             | 08:31         | 5             | 67            | 01:48         | USC           | TD de 42 yards par le WR Xavier Legette (passe du QB Spencer Rattler + 1 pt de conversion par le K Mitch Jeter)                  | 24    | 31    |
| 3             | 00:31         | 1             | 44            | 00:08         | UND           | TD de 44 yards par le WR Braden Lenzy (passe du QB Tyler Buchner (+ 1 pt de conversion par le K Blake Gruppe)                    | 31    | 31    |
|               |               |               |               |               |               | |       |       |
| 4             | 12:41         | 7             | 73            | 02:13         | UND           | TD à la suite d'une course de 39 yards par le RB Logan Diggs (+ 1 pt de conversion par le K Blake Gruppe)                        | 38    | 31    |
| 4             | 07:42         | -             | -             | -             | USC           | TD à la suite d'une interception retournée sur 100 yards par le DB O'Donnell Fortune (+ 1 pt de conversion par le K Mitch Jeter) | 38    | 38    |
| 4             | 01:38         | 12            | 80            | 06:01         | UND           | TD de 16 yards par le TE Mitchell Evans (passe du QB Tyler Buchner (+ 1 pt de conversion par le K Blake Gruppe)                  | 45    | 38    |
| Score final : | Score final : | Score final : | Score final : | Score final : | Score final : | Score final : | 45    | 38    |

## Statistiques
| Nom           | Poste | Équipe     |
| ------------- | ----- | ---------- |
| Tyler Buchner | DB    | Notre Dame |

| Statistiques                          | Fighting Irish de Notre Dame       | Gamecocks de la Caroline du Sud   |
| ------------------------------------- | ---------------------------------- | --------------------------------- |
| 1er down                              | 27                                 | 20                                |
| 1er down à la course                  | 14                                 | 5                                 |
| 1er down à la passe                   | 13                                 | :13                               |
| 1er down suite pénalité               | 0                                  | 2                                 |
| Conversion de 3e down                 | 11/19                              | 5/15                              |
| Conversion de 4e down                 | 1/1                                | 1/2                               |
| Jeux–yards                            | 80 jeux pour 558 yards             | 72 jeux pour 352 yards            |
| Yards à la course                     | 264                                | 65                                |
| Yards à la passe                      | 294                                | 287                               |
| Passes: Réussies-Tentées-Interceptées | passes complétées, x interception  | passes complétées, x interception |
| Réussite en zone rouge/chances        | 4/5                                | 1/1                               |
| TD                                    | 6 (3 à la passe, 2 par la défense) | 5 (3 à la passe, 3 à la course)   |
| Field Goals                           | 1/1                                | 1/1                               |
| Sacks (Nombre-Yards)                  | 3 pour 16 yards adverses perdus    | 2 pour 21 yards adverses perdus   |
| Fumbles (Nombre/Perdus)               | 0/0                                | 1/1                               |
| Pénalités (Nombre/Yards perdus)       | 4 pour 40 yards perdus             | 8 pour 68 yards perdus            |
| Temps de possession                   | 36:39                              | 23:21                             |

| Fighting Irish de Notre Dame    |                      |                                                                                                 |
| Quarterback                     | Tyler Buchner        | 18/33 passes réussies, 274 yards, 3 interceptions, 3 TDs, 2 sacks subis, évaluation QB de 136,1 |
| Quarterback                     | Davis Sherwood       | 1/1 passe réussie, 20 yards                                                                     |
| Meilleur receveur               | Braden Lenzy         | 4/5 réceptions pour 84 yards, 1 TD                                                              |
| Meilleur receveur               | Jayden Thomas        | 5/8 réceptions pour 67 yards                                                                    |
| Meilleur receveur               | Logan Diggs          | 2/3 réceptions pour 80 yards, 1 TD                                                              |
| Meilleur coureur                | Audric Estime        | 4 courses, 95 yards, 0 TD                                                                       |
| Meilleur coureur                | Logan Diggs          | 13 courses, 89 yards, 1 TD                                                                      |
| Meilleur coureur                | Tyler Buchner        | 12 courses, 61 yards, 2 TDs                                                                     |
| Meilleur defenseur              | J.D. Bertrand        | 8 tacles dont 5 en solo, ½ TFL (3 yards), 1 pression sur QB                                     |
| Gamecocks de la Caroline du Sud |                      |                                                                                                 |
| Quarterback                     | Spencer Rattler      | 29/46 passes réussies, 246 yards, 1 interception, 2 TDs, 3 sacks subis, évaluation QB de 118    |
| Quarterback                     | Dakereon Joyner      | 1/2 passe réussie, 18 yards                                                                     |
| Quarterback                     | Kai Kroeger (Punter) | 1/1 passe réussie, 23 yards, 1 TD                                                               |
| Meilleur coureur                | Juju McDowell        | 6 courses pour 28 yards                                                                         |
| Meilleur coureur                | Spencer Rattler      | 7 courses, 27 yards                                                                             |
| Meilleur receveur               | Xavier Legette       | 7/13 réceptions pour 78 yards gagnés, 2 TDs                                                     |
| Meilleur receveur               | Nate Atkins          | 5/6 réceptions, pour 78 yards                                                                   |
| Meilleur défenseur              | Sherrod Green        | 11 tacles dont 5 en solo, 1 TFL (9 yards), 1 sack (9 yards), 1 pression sur QB                  |